# Регістр (музика)
Регістр (лат. registrum — список, перелік)
Див. також інші значення слова регістр.
В музиці регістр:
1. Ділянка звукового діапазону музичного інструменту або співацького голосу, що мають один тембр.
2. Група труб (в органі), струн (на клавесині), язичків (в акордеоні) тощо, що мають різну висоту звуку, але однаковий тембр.
3. Пристрій струнного клавішного інструменту, перш за все клавесину, для зміни сили та тембру звуку.